# 1791 год в науке
В 1791 году были различные научные и технологические события, некоторые из которых представлены ниже.

## События
- 11 августа — Екатерина II издаёт указ о направлении в Синод рукописей исторического содержания для снятия с них копий с целью выявления новых фактов российской истории.
- Пьер Прево выдвинул теорию теплового обмена радиацией между телами, получившую название подвижного теплового равновесия.

## Родились
- 27 апреля — Сэмюэл Морзе, американский изобретатель, художник.(умер в 1872)
- 22 сентября — Майкл Фарадей, английский физик и химик (умер в 1867).
- 23 декабря — Адам Бенедикт Йохер, польский библиограф и филолог.(умер в 1860)

## Скончались
- 24 июля — Игнац фон Борн, австрийский минералог и металлург.(родился в 1742)